# Habrobracon cionycita
Habrobracon cionycita är en stekelart som beskrevs av Lichtenstein 1924. Habrobracon cionycita ingår i släktet Habrobracon och familjen bracksteklar. Inga underarter finns listade i Catalogue of Life.